# Hidroxilación de alquenos
La hidroxilación de alquenos es una reacción química en la cual se adiciona un grupo oxhidrilo a cada uno de los carbonos del doble enlace obteniéndose como producto un glicol. Para producir la reacción se pueden utilizar diversos reactivos como el tetróxido de osmio o permanganato de potasio diluido y frío.

## Hidroxilación con tetróxido de osmio

### Mecanismo de reacción
La hidróxilación con tetróxido de osmio ocurre con una estereoquímica sin. 

#### 1) Formación del osmato cíclico
El tetróxido de osmio produce inicialmente una adición electrofílica (AE) en el doble enlace del alqueno produciéndose un compuesto éter ósmico cíclico (también llamado osmato cíclico).

#### 2) Tratamiento con bisulfito de sodio
El éter ósmico cíclico se hidroliza al reaccionar con bisulfito de sodio obteniéndose como productos glicol y osmato(VI) de hidrógeno.

### Desventajas
Las principales desventajas de este método son el alto coste (aprox. 10US$/g) y toxicidad del tetróxido de osmio. Su alto coste puede ser sobrellevado aumentando el rendimiento del reactivo utilizando agua oxigenada (H2O2); la cual vuelve a oxidar el osmato(VI) de hidrógeno a tetróxido de osmio.

## Hidroxilación con permanganato de potasio

### Mecanismo de reacción
La hidroxilación de alquenos con permanganato se produce mediante un mecanismo de reacción similar al anterior.

#### 1) Formación del manganato cíclico
El permanganto frío y diluido produce la oxidación del alqueno mediante una adición electrofílica (AE) en el doble enlace del alqueno formando un intermediario de reacción éter mangánico cíclico (también llamado manganato cíclico).

#### 2) Hidrólisis
El éter mangánico cíclico en medio acuoso se hidroliza produciendo el glicol y dióxido de manganeso (MnO2).

### Desventajas
El permanganato puede oxidar fácilmente los glicoles a ácidos carboxílicos o cetonas. Por lo tanto, generalmente, se obtiene como producto una mezcla de compuestos. (véase Clivaje oxidativo de alquenos).